# 望海風斗
望海 風斗（のぞみ ふうと、1983年10月19日 - ）は、日本の女優、歌手。元宝塚歌劇団雪組トップスター。愛称は、だいもん、ふうと、のぞ、あやちゃん。
神奈川県横浜市。法政大学女子高等学校出身。ワタナベエンターテインメント所属。

## 来歴
2001年、宝塚音楽学校入学。
2003年、宝塚歌劇団に89期生として次席入団。月組公演「花の宝塚風土記／シニョール ドン・ファン」で初舞台。その後、花組に配属。
2009年の「太王四神記」で新人公演初主演。同年の「外伝ベルサイユのばら」で2度目の新人公演主演。
2012年の「Victorian Jazz」でバウホール公演初主演。
2014年、明日海りお・蘭乃はなトップコンビ大劇場お披露目となる「エリザベート」で、出世役となるルキーニに抜擢。同年11月17日付で雪組へと組替え。
2015年の「アル・カポネ」（ドラマシティ・赤坂ACTシアター公演）で、雪組2番手として東上公演初主演。
2016年の「ドン・ジュアン」（KAAT神奈川芸術劇場・ドラマシティ公演）で、2度目の東上公演主演。
2017年7月24日付で雪組トップスターに就任。相手役に真彩希帆を迎え、「ひかりふる路／SUPER VOYAGER!」で大劇場トップコンビお披露目。
2021年4月11日、「fff／シルクロード」東京公演千秋楽をもって、宝塚歌劇団を退団。新型コロナウイルス感染拡大による公演スケジュールの変更により、当初の予定より半年遅れての退団となった。同時退団となった真彩とのコンビは、劇団随一の歌唱力を誇り、平成・令和を代表するトップスターと評された。
退団後はワタナベエンターテインメント所属となり、舞台を中心に幅広く活動している。
2023年、第48回菊田一夫演劇賞の演劇賞を受賞。
2025年7月期の『誘拐の日』（テレビ朝日）で、地上波連続ドラマ初出演。

## 人物
入団前からの熱心な宝塚ファンであり、元月組トップスター・天海祐希に語りかけるようにして日記を書いていたことがある。
2020年5月に発売となった「an・an」で、現役トップスターとしては初めて同誌の表紙を飾った。

## 宝塚歌劇団時代の主な舞台

### 初舞台
- 2003年4 - 5月、月組『花の宝塚風土記（ふどき）』『シニョール ドン・ファン』（宝塚大劇場のみ）

### 花組時代
- 2003年8 - 9月、『野風の笛』『レヴュー誕生』（東京宝塚劇場のみ）
- 2004年1 - 5月、『天使の季節』 - 大使、新人公演：ジョルジュ（本役：蘭寿とむ）『アプローズ・タカラヅカ!』
- 2004年5 - 6月、『NAKED CITY』（バウホール・日本青年館）
- 2004年8 - 11月、『La Esperanza（ラ・エスペランサ）』 - 新人公演：トム（本役：蘭寿とむ）『TAKARAZUKA舞夢!』
- 2005年1 - 2月、『くらわんか』（バウホール） - 貧乏神[注釈 1]／徳兵衛[注釈 2][9]
- 2005年3 - 7月、『マラケシュ・紅の墓標』 - アンリ、新人公演：クリフォード（本役：彩吹真央）『エンター・ザ・レビュー』
- 2005年9月、『Ernest in Love（アーネスト・イン・ラブ）』（日生劇場） - ロンドン市民／農民／召使い
- 2005年11 - 2006年2月、『落陽のパレルモ』 - 新人公演：リカルド（本役：愛音羽麗）『ASIAN WINDS!』
- 2006年3 - 4月、『スカウト』（バウホール） - グリフィン
- 2006年6 - 10月、『ファントム』 - 従者、新人公演：セルジョ／若かりし頃のキャリエール（本役：愛音羽麗）[6]
- 2006年11 - 12月、『MIND TRAVELLER-記憶の旅人-』（ドラマシティ・日本青年館） - エディ
- 2007年2 - 5月、『明智小五郎の事件簿-黒蜥蜴（トカゲ）』 - 書生（三村）、新人公演：書生（寺坂）（本役：愛音羽麗）『TUXEDO JAZZ（タキシード ジャズ）』
- 2007年7 - 8月、『ハロー!ダンシング』（バウホール）
- 2007年9 - 12月、『アデュー・マルセイユ』 - ジェラール（少年）、新人公演：シモン（本役：真飛聖）『ラブ・シンフォニー』
- 2008年3月、『蒼いくちづけ』（バウホール） - ヘルシング教授／デイヴ
- 2008年5 - 8月、『愛と死のアラビア』 - ヤシム、新人公演：イブラヒム（本役：大空祐飛）『Red Hot Sea』
- 2008年10月、『銀ちゃんの恋』（ドラマシティ・日本青年館） - ジミー
- 2009年1 - 3月、『太王四神記』 - ヒョンミョン、新人公演：タムドク（本役：真飛聖） 新人公演初主演[8][6][7][9][14][11][16]
- 2009年5月、『哀しみのコルドバ』 - パコ『Red Hot Sea II』（全国ツアー）
- 2009年7月、『フィフティ・フィフティ』（バウホール） - カーク
- 2009年9 - 11月、『外伝 ベルサイユのばら-アンドレ編-』 - ヴェール、新人公演：アンドレ（本役：真飛聖）『EXCITER!!』 新人公演主演[8][7]
- 2010年1月、『BUND／NEON 上海』（バウホール） - 劉衛強[9]
- 2010年3 - 5月、『虞美人』 - 桃娘[7][14]
- 2010年7 - 10月、『麗しのサブリナ』 - フランク『EXCITER!!』[7]
- 2010年11 - 12月、『CODE HERO／コード・ヒーロー』（バウホール・日本青年館） - ハル・ジャクソン
- 2011年2 - 4月、『愛のプレリュード』 - ゲイリー・ミラー『Le Paradis!!（ル パラディ）』
- 2011年6 - 9月、『ファントム』 - リシャール[6]
- 2011年10 - 11月、『小さな花がひらいた』 - 大六『ル・ポァゾン 愛の媚薬II』（全国ツアー）
- 2012年1 - 3月、『復活-恋が終わり、愛が残った-』 - ミハイロフ警備隊長『カノン』 初エトワール
- 2012年4 - 5月、『長い春の果てに』 - ブリス『カノン』（全国ツアー） エトワール
- 2012年7 - 10月、『サン＝テグジュペリ』 - ホルスト・リッパート／ヘビ『CONGA（コンガ）!!』
- 2012年11月、『Victorian Jazz（ヴィクトリアン ジャズ）』（バウホール） - ナイジェル・カニンガム バウ初主演[10][6][9][14][11][16]
- 2013年2 - 5月、『オーシャンズ11』 - テリー・ベネディクト[9][11]
- 2013年6 - 7月、『戦国BASARA』（東急シアターオーブ） - 猿飛佐助[9]
- 2013年8 - 11月、『愛と革命の詩（うた）-アンドレア・シェニエ-』 - フランソワ・ド・パンジュ侯爵『Mr. Swing!』[9]
- 2013年12月、『New Wave!-花-』（バウホール） メインキャスト[10]
- 2014年2 - 5月、『ラスト・タイクーン -ハリウッドの帝王、不滅の愛-』 - ブロンソン・スミス『TAKARAZUKA ∞ 夢眩』
- 2014年6月、『ベルサイユのばら-フェルゼンとマリー・アントワネット編-』（中日劇場） - アンドレ・グランディエ／花祭りの男
- 2014年8 - 11月、『エリザベート-愛と死の輪舞（ロンド）-』 - ルイジ・ルキーニ[6][11]

### 雪組時代
- 2015年1 - 3月、『ルパン三世 -王妃の首飾りを追え!-』 - カリオストロ伯爵『ファンシー・ガイ!』[14][11]
- 2015年5 - 6月、『アル・カポネ-スカーフェイスに秘められた真実-』（ドラマシティ・赤坂ACTシアター） - アル・カポネ 東上初主演[13][11]
- 2015年7 - 10月、『星逢一夜（ほしあいひとよ）』 - 源太『La Esmeralda（ラ エスメラルダ）』
- 2015年11 - 12月、『哀しみのコルドバ』 - リカルド･ロメロ『La Esmeralda（ラ エスメラルダ）』（全国ツアー）
- 2016年2 - 5月、『るろうに剣心』 - 加納惣三郎
- 2016年6 - 7月、『ドン・ジュアン』（KAAT神奈川芸術劇場・ドラマシティ） - ドン・ジュアン 東上主演[14][11][20]
- 2016年10 - 12月、『私立探偵ケイレブ・ハント』 - ジム・クリード『Greatest HITS!』
- 2017年2月、『星逢一夜（ほしあいひとよ）』 - 源太『Greatest HITS!』（中日劇場）
- 2017年4 - 7月、『幕末太陽傳（ばくまつたいようでん）』 - 高杉晋作『Dramatic “S”!』

### 雪組トップスター時代
- 2017年8 - 9月、『琥珀色の雨にぬれて』 - クロード・ドゥ・ベルナール公爵『“D”ramatic S!』（全国ツアー） トップお披露目公演[15]
- 2017年11 - 2018年2月、『ひかりふる路（みち）〜革命家、マクシミリアン・ロベスピエール〜』 - マクシミリアン・ロベスピエール『SUPER VOYAGER!』 大劇場トップお披露目公演[6]
- 2018年3 - 4月、『誠の群像』 - 土方歳三『SUPER VOYAGER!』（全国ツアー）
- 2018年6 - 9月、『凱旋門』 - ボリス・モロゾフ『Gato Bonito!!』[6]
- 2018年11 - 2019年2月、『ファントム』 - ファントム[6][20]
- 2019年3 - 4月、『20世紀号に乗って』（東急シアターオーブ） - オスカー・ジャフィ
- 2019年5 - 9月、『壬生義士伝』 - 吉村貫一郎『Music Revolution!』[21][20]
- 2019年10 - 11月、『はばたけ黄金の翼よ』 - ヴィットリオ・アラドーロ『Music Revolution!』（全国ツアー）
- 2020年1 - 3月、『ONCE UPON A TIME IN AMERICA（ワンス アポン ア タイム イン アメリカ）』 - デイヴィッド・ヌードルス・アーロンソン[16][21][20]
- 2020年9 - 10月、『NOW! ZOOM ME!!』
- 2021年1 - 4月、『fff-フォルティッシッシモ-』 - ルートヴィヒ・ヴァン・ベートーヴェン『シルクロード〜盗賊と宝石〜』 退団公演[18][19][17]

### 出演イベント
- 2003年6月、TCAスペシャル2003『ディア・グランド・シアター』
- 2004年1月、逸翁デー『タカラヅカ･ホームカミング』
- 2004年9月、『レビュー記念日』
- 2005年4月、TCAスペシャル2005『Beautiful Melody Beautiful Romance』[注釈 3]
- 2005年7月、宝塚パリ祭2005『Souvenir Pour Aurevoir』[25]
- 2005年12月、『花の道 夢の道 永遠の道』
- 2006年4月、蘭寿とむディナーショー『Sensation!』[26]
- 2006年5月、『花組エンカレッジ・コンサート』[27]
- 2007年1月、『清く正しく美しく』
- 2009年12月、タカラヅカスペシャル2009『WAY TO GLORY』
- 2010年4月、桜乃彩音ミュージック・サロン『evergreen-春風のように-』[28]
- 2010年12月、タカラヅカスペシャル2010『FOREVER TAKARAZUKA』
- 2011年3月、真飛聖ディナーショー『For YOU』[29]
- 2011年12月、タカラヅカスペシャル2011『明日に架ける夢』
- 2012年8 - 9月、愛音羽麗ディナーショー『麗人』[30]
- 2012年12月、タカラヅカスペシャル2012『ザ・スターズ!〜プレ・プレ・センテニアル〜』
- 2014年4月、宝塚歌劇100周年 夢の祭典『時を奏でるスミレの花たち』
- 2014年12月、タカラヅカスペシャル2014『Thank you for 100 years』
- 2015年12月、タカラヅカスペシャル2015『New Century，Next Dream』
- 2016年5月、井上芳雄シングスディズニー『ドリーム・ゴーズ・オン!』[注釈 4][11][15][16]
- 2017年10月、第54回『宝塚舞踊会』[31]
- 2017年12月、タカラヅカスペシャル2017『ジュテーム・レビュー-モン・パリ誕生90周年-』
- 2018年5月、『凱旋門』前夜祭[32]
- 2018年12月、タカラヅカスペシャル2018『Say! Hey! Show Up!!』
- 2019年12月、タカラヅカスペシャル2019『Beautiful Harmony』

## 宝塚歌劇団退団後の主な活動

### 舞台
- 2021年4月、『エリザベート TAKARAZUKA25周年スペシャル・ガラ・コンサート』（東急シアターオーブ） - ルイジ・ルキーニ[33][17]
- 2022年1 - 2月、『INTO THE WOODS』（日生劇場・梅田芸術劇場） - 魔女[34]
- 2022年3 - 4月、『Next to Normal』（シアタークリエ・兵庫県立芸術文化センター・ビレッジホール） - ダイアナ[注釈 5][35]
- 2022年6 - 7月、『ガイズ&ドールズ』（帝国劇場・博多座） - ミス・アデレイド[36]
- 2023年2 - 3月、『DREAMGIRLS』（東京国際フォーラム・梅田芸術劇場・博多座・御園座） - ディーナ・ジョーンズ[37]
- 2023年6 - 8月、『ムーラン・ルージュ!ザ・ミュージカル』（帝国劇場） - サティーン[注釈 6][38]
- 2023年10月、『Greatest Dream』（東京建物 Brillia HALL）[39]
- 2024年1 - 2月、『イザボー』（東京建物 Brillia HALL・オリックス劇場） - イザボー・ド・バヴィエール[40]
- 2024年6 - 9月、『ムーラン・ルージュ!ザ・ミュージカル』（帝国劇場・梅田芸術劇場） - サティーン[注釈 6][41]
- 2024年12 - 2025年1月、『next to normal』（シアタークリエ・博多座・兵庫県立芸術文化センター） - ダイアナ[42]
- 2025年3 - 4月、『マスタークラス』（世田谷パブリックシアター・まつもと市民芸術館・穂の国とよはし芸術劇場PLAT・サンケイホールブリーゼ）[43][44]
- 2025年10 - 2026年1月、『エリザベート』（東急シアターオーブ・札幌文化芸術劇場 hitaru・梅田芸術劇場・博多座） - エリザベート[45]

### ドラマ
- 2024年2月、時代劇専門チャンネル『橋ものがたり「約束」』 - おきぬ[46]
- 2025年7 - 8月、WOWOW『殺した夫が帰ってきました』 - 高城由美子[47]
- 2025年7 - 、テレビ朝日『誘拐の日』 - 藤澤香里 [23]
- 2025年7月23日 - 、NHK 夜ドラ 『あおぞらビール』

### コンサート
- 2021年8 - 10月、『SPERO』（梅田芸術劇場・北九州ソレイユホール・東海市芸術劇場・KAAT神奈川芸術劇場）[48]
- 2022年10 - 11月、『Look at Me』（東京国際フォーラム・ウインクあいち・梅田芸術劇場・キャナルシティ劇場）[49]
- 2024年3 - 4月、『Hello,』（日本青年館・キャナルシティ劇場・東海市芸術劇場・SkyシアターMBS）[50]
- 2025年2月、『THE BEST New HISTORY COMING』（帝国劇場）[51][52]

### ラジオ番組
- 2023年4月 - 、NHK-FM『望海風斗のサウンドイマジン』[53]

## ディスコグラフィー

### 配信限定シングル
| 発売日        | タイトル |
| ------------- | -------- |
| 2024年3月20日 | Breath   |

### アルバム
|        | 発売日        | タイトル   | 規格品番               | 規格品番   |
| 豪華盤 | 発売日        | タイトル   | 通常盤                 |            |
| ------ | ------------- | ---------- | ---------------------- | ---------- |
| 1st    | 2024年8月28日 | 笑顔の場所 | BRCA.00148・BRCA.00149 | PCCA.06314 |

### 参加作品
- 日比谷ブロードウェイ『雨が止んだら』（2025年5月28日、日本コロムビア）

## 広告・CM出演
- 2010年、『POND'S』
- 2016 - 2021年、かんぽ生命保険『かんぽドリームシアター』

## 受賞歴
- 2009年、『阪急すみれ会パンジー賞』 - 新人賞[56]
- 2010年、『宝塚歌劇団年度賞』 - 2009年度新人賞[57]
- 2015年、『宝塚歌劇団年度賞』 - 2014年度努力賞[58]
- 2017年、『宝塚歌劇団年度賞』 - 2016年度努力賞[59]
- 2018年、『阪急すみれ会パンジー賞』 - 男役賞[60]
- 2019年、『宝塚歌劇団年度賞』 - 2018年度優秀賞[61]
- 2020年、『宝塚歌劇団年度賞』 - 2019年度特別賞[62]
- 2023年、第30回『読売演劇大賞』 - 優秀女優賞[63]
- 2023年、第48回『菊田一夫演劇賞』 - 演劇賞[22]